# Oscar Pistorius - Il campione omicida
Oscar Pistorius - Il campione omicida (Oscar Pistorius: Blade Runner Killer) è un film drammatico/biografico diretto da Norman Stone.

## Trama
Racconto drammatizzato della storia dell'atleta paralimpico medaglia d'oro Oscar Pistorius, con l'ascesa alla fama e la storia d'amore con la modella Reeva Steenkamp, conclusasi tragicamente e prematuramente con l'omicidio della donna il giorno di San Valentino del 2013. Reo confesso, Pistorius venne condannato nel 2017 a tredici anni e sei mesi di prigione.

## Distribuzione
Il film venne trasmesso negli Stati Uniti sul canale Lifetime l'8 novembre 2017. In Italia venne trasmesso per la prima volta in chiaro il 21 luglio 2018 sul canale TV8.